# Josef Fröstl

Josef Fröstl

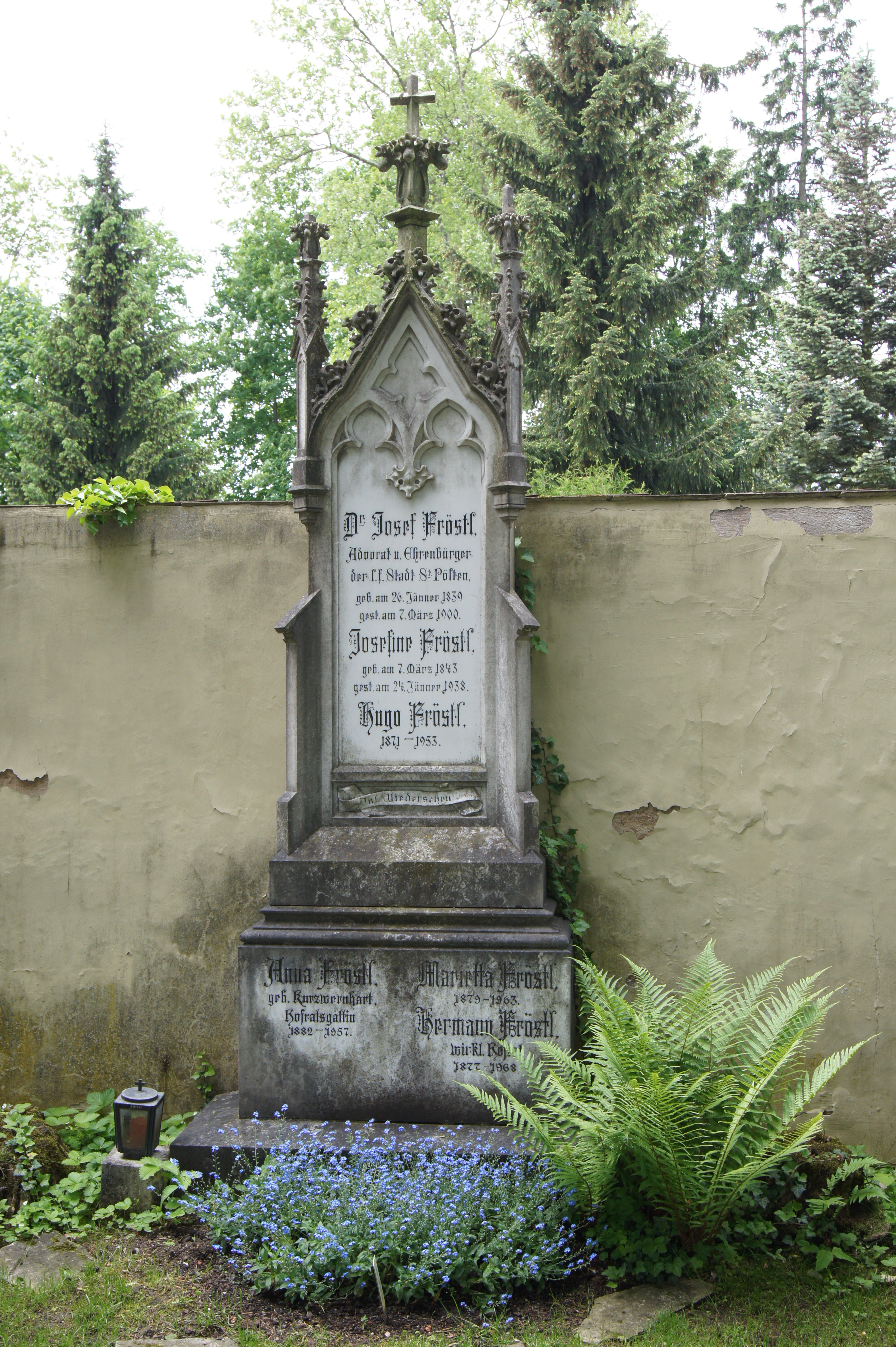
Grabstätte von Josef Fröstl am Hauptfriedhof St. Pölten (2013)

Josef Fröstl (* 26. Jänner 1839 in Afing; † 8. März 1900 in St. Pölten) war Advokat, österreichischer Politiker (liberale) und 12. Bürgermeister von St. Pölten.

## Leben
Josef Fröstl wurde am 26. Jänner 1839 in Afing bei Neidling als Sohn von Bauern geboren. Ursprünglich wollte er dem Willen seiner Eltern entsprechen und Priester werden. Nach einigen Jahren im Alumnat St. Pölten wechselte er jedoch an die Universität Wien und studierte Jus, wonach er sich in St. Pölten als Advokat niederließ.
Fröstl gehörte erst seit 1885 dem Gemeinderat an, als er 1888 überraschend zum Bürgermeister gewählt wurde. Grund für seine Wahl war, neben seiner Beliebtheit in der Bevölkerung, sein Versprechen, die Gemeindeverwaltung zu reorganisieren. 1890 wurde er in den niederösterreichischen Landtag berufen. In seiner Amtszeit wurden die zwei St. Pöltner Kasernen gebaut, die Gründe für den geplanten Bau des St. Pöltner Krankenhauses wurden erworben und es wurde begonnen, den Kaiserwald aufzuforsten. Krankheitsbedingt legte er 1892 sein Bürgermeisteramt nieder, im Jahr darauf sein Landtagsmandat. 1894 verließ er auch den Gemeinderat. Er verstarb am 8. März 1900 in St. Pölten und wurde auf dem Hauptfriedhof St. Pölten begraben.

## Ehrungen
- Fröstlgasse in St. Pölten (1933)[2]
- Ehrenbürger der Stadt St. Pölten (1892)[1]